# 卡梅伦·亨宁
卡梅伦·亨宁（英語：Cameron Henning，1960年11月24日—），加拿大男子游泳运动员，主攻仰泳。他曾代表加拿大参加1984年夏季奥林匹克运动会游泳比赛，获得男子200米仰泳铜牌。